# Kapela Marije Pomočnice, Filovci
Kapela Marije Pomočnice se nahaja v kraju Filovci, župniji Bogojina in občini Moravske Toplice. 

## Pred gradnjo kapele
Med osrednje spomenike v Filovcih sodi kapela Marije Pomočnice. Kapela je bila zgrajena leta 1938 in posvečena leta 1939.   
Na mestu, kjer stoji filovska kapela, je stal lesen zvonik, ob njem je stala lesena lopa oz. baraka, v kateri je bila gasilska brizgalna s cisterno. Filovci so bili vas, ki do leta 1939 ni imela svojega patrona oz. zavetnika. V središču vasi je bil postavljen betonski križ, pri katerem so se vaščani zbirali pri molitvi. Na križu je bila tudi plošča z vklesanim napisom v prekmurskem jeziku, ki pa je bila odstranjena skupaj s križem leta 1987, ko je bil postavljen sedanji križ.  
Vse vasi bogojanske fare so pred blagoslovitvijo filovske kapele leta 1939 že imele svoje zavetnike oz.
patrone, katerim so bile zgrajene in posvečene kapele. V Bogojini je ob cerkvi Gospodovega vnebohoda posvečena še kapela sv. Urbana. Na Bukovnici je kapelica, posvečena Sv. Križu, na Ivancih sv. Janezu Krstniku in v Strehovcih dve - v gozdu najbolj obiskana in znana kapela sv. Vida ter spodaj v vasi sv. Jožefa. V Filovcih do takrat niso imeli zavetnika, kateremu bi posvetili kapelo, kakor tudi ne proščenja.

## Izgled kapele
Filovska kapela naj bi se arhitekturno in tlorisno zgledovala po renkovski kapeli (zgrajena 1933), saj ji je zelo podobna. Obe imata skoraj enak zvonik, cerkveno ladjo in apsido, ki je na zunanji strani oglata.
Opeko za gradnjo kapele so Filovčarji dobili na zapuščenem marofu, ki je stal na Prelogaj, zahodno od današnje gramoznice. Marof je bil na prodaj, vaščani so ga odkupili, opeko pa uporabili pri zidavi kapele. Pri zidavi pa je prišlo tudi do statičnih težav. Obok v kapeli naj bi počil, zato je obstajala nevarnost, da se zruši. Da bi utrdili posedanje zidu in pokanje stropa, so sezidali nosilna stebra ob zvoniku pred vhodom v kapelo. Veliko denarja za zidavo in opremo filovske kapele so prispevali tudi filovski in drugi izseljenci in sezonski delavci iz tujine, predvsem iz Argentine in Amerike.
Blagoslovitev kapele v čast Mariji Pomočnici kristjanov je bila v nedeljo, 21. maja 1939. V nedeljo je ob 7. uri krenila procesija od kapele proti Bogojini. Po rani maši je filovska procesija pri farni cerkvi prejela podobo Marije Pomočnice kristjanov in jo svečano odpeljala v Filovce. Kapelo je blagoslovil dekan Ivan Jerič, ki je imel tudi glavno pridigo.

## Poslikava kapele
Leta 1947 je notranjost kapele in podobo Marije Pomočnice poslikal akademski slikar Janez Mežan. Osrednje mesto zavzema motiv Marije zavetnice s plaščem. Zahodno enoto oboka zavzema prizor štirih letnih časov. Na severni strani je slikar upodobil sv. Cirila in Metoda ter škofa Martina Slomška. Na južni strani pa sta sv. Peter in Pavel ter Anton Padovanski.

## Arhitektura
Arhitektura kapele je  neogotska in neoromanska. Spada pa v drugo polovico 19. stoletja.
Kapela stoji ob gasilskem domu.